# Useless (film)
Pour l’article homonyme, voir Useless.
Pour plus de détails, voir Fiche technique et Distribution.
Useless (无用, Wú yòng) est un film documentaire chinois réalisé par Jia Zhangke, sorti en 2007. C'est le deuxième long métrage documentaire de Jia Zhangke.

## Synopsis
Le documentaire a pour sujet l'industrie textile et la mode en Chine.

## Fiche technique
- Titre original : 无用, Wú yòng
- Titre français : Useless
- Réalisation : Jia Zhangke
- Photographie : Yu Lik-wai et Jia Zhangke
- Musique : Lim Giong
- Pays d'origine : Chine
- Format : Couleurs - 35 mm
- Genre : documentaire
- Durée : 80 minutes
- Date de sortie : 2007

## Distribution
- Ma Ke : lui-même